# درة لايارد
درة لايارد أو ببغاء لايارد هو ببغاء أو درة متوطنة في سريلانكا. سمي هذا الطائر بهذاا الاسم احتفاء بالعالم البريطاني إدغار ليوبولد لايارد؛ كما أن زوجته الأولى، باربرا آن كالثروب، التي تزوجها في عام 1845، تُخلد ذكراها بهذا اللقب الخاص.